# Enterocytozoon bieneusi
Enterocytozoon bieneusi es una especie de hongo microsporidio que infecta las células epiteliales intestinales. Es un parásito intracelular obligado, causante de la microsporidiosis en humanos, principalmente pacientes inmunosuprimidos por el VIH.
Enterocytozoon bieneusi tiene una distribución cosmopolita y es la especie más prevalente de los microsporidios siendo causante de la inmensa mayoría de los casos de microsporidiosis humanas, causando afectación gastrointestinal y del árbol hepato-biliar, aunque en excepcionales ocasiones ha sido identificada en muestras respiratorias.
Se caracterizan por formar resistentes esporas que presentan en su interior una estructura peculiar denominada tubo o filamento polar, a través del cual infectan las células susceptibles donde desarrollan su ciclo vital. Son ubicuos por naturaleza y se consiguen ampliamente distribuidos en el ambiente. Las especies y genotipos que infectan al hombre se han detectado también en el agua, alimentos y en animales salvajes, domésticos y de granja. Son microorganismos intracelulares obligados pertenecientes al phylum Microsporidia, compuesto por más de 160 géneros y 1.300 especies; en la actualidad son 7 los géneros que se han identificado en las infecciones humanas: Enchephalitozoon, Enterocytozoon, Nosema, Pleistophora, Trachipleistophora, Anncaliia (Brachiola) y Vittaforma y un “falso” género Microsporidium, donde se ubican los microorganismos que aún no han podido ser clasificados. Solo dos especies tienen hábitat intestinal: Enchephalitozoon intestinalis y Enterocytozoon bieneusi.

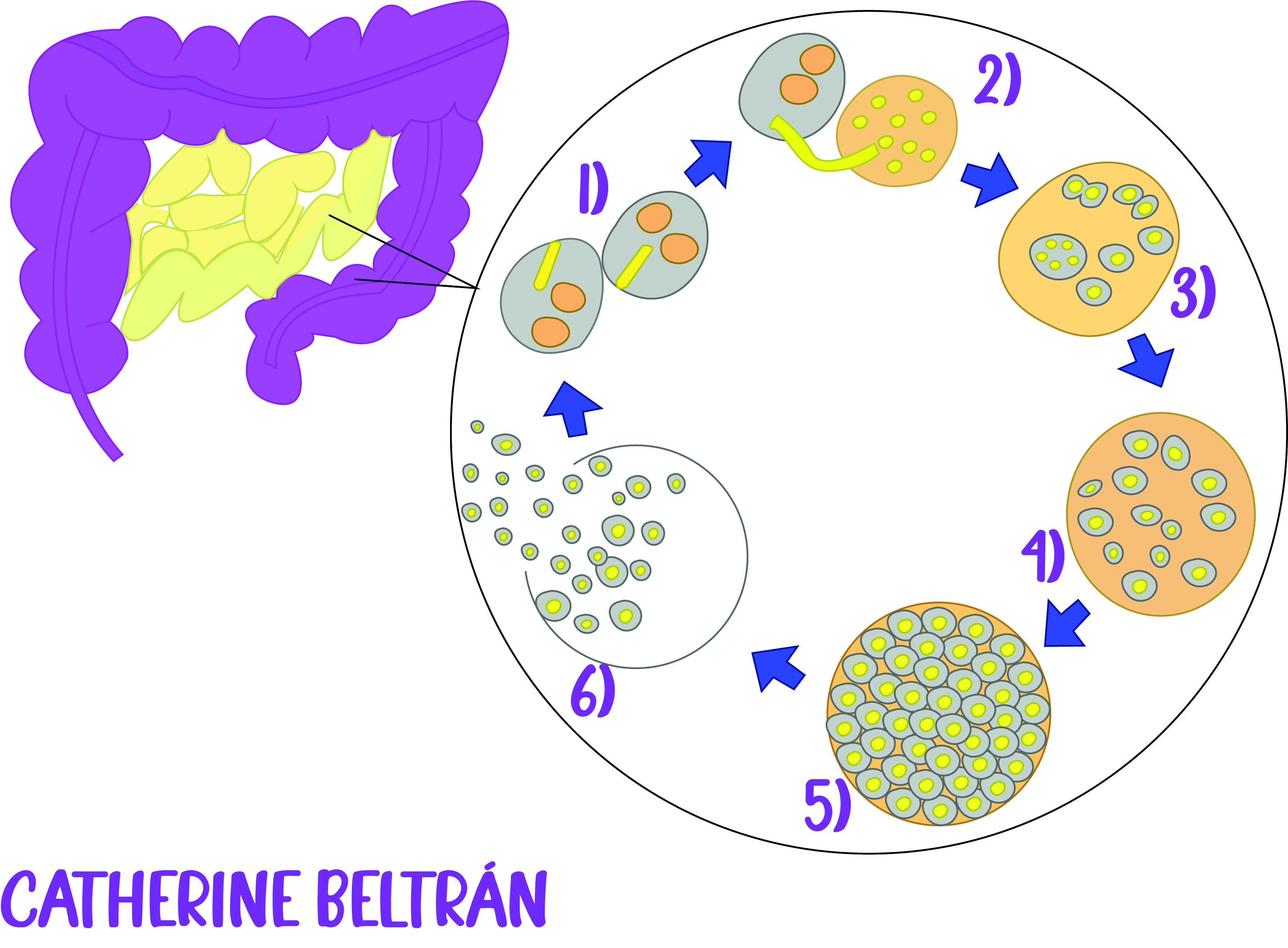
Imagen 1 (basada a partir de Centers For Disease Control and Prevention)

El Ciclo de vida de Enterocytozoon bieneusi. La forma infecciosa de los microsporidios es la espora, que puede sobrevivir durante largo tiempo en el medio ambiente (1). La espora expulsa su túbulo polar e infecta a la célula hospedera donde la espora inyecta el esporoplasma en la célula eucariótica hospedera a través del túbulo polar (2). Dentro de la célula, el esporoplasma sufre multiplicación extensa ya sea por merogonia (fisión binaria) o esquizogonia (fisión múltiple) (3). Este desarrollo ocurre en contacto directo con el citoplasma de la célula hospedera. Ya sea libre en el citoplasma o en el interior de una vacuola parasitófora, los microsporidios se desarrollan por esporogonia en esporas maduras (4). Durante la esporogonia, una pared gruesa se forma alrededor de la espora, que proporciona resistencia a las condiciones ambientales adversas (5). Cuando las esporas aumentan en número y llenan completamente el citoplasma de la célula huésped, la membrana celular se rompe y libera las esporas a los alrededores (6). Estas esporas maduras libres pueden infectar nuevas células continuando así el ciclo.